# 龍泉寺 (龍ケ崎市)
龍泉寺（りゅうせんじ）は、茨城県龍ケ崎市にある天台宗の寺院。

## 歴史
淳和天皇の御代（823年 - 833年）、蓮雪法印によって開山された。淳和天皇は弘法大師空海に難産に苦しむ女性を救うように命じた。空海は自ら聖観世音菩薩像を彫り、そのご利益により安産が増えるようになった。しかし、東国では未だに難産に苦しんでいたことから、日光三山を開山した勝道の弟子の蓮雪法印は空海に頼みこんで、その聖観世音菩薩像を譲り受け、当地に安置することになった。これが当寺の起源である。
天正年間（1573年 - 1592年）、龍ケ崎城の城主土岐胤倫は娘の虎姫が難産で苦しんでいたが、当寺の聖観世音菩薩に祈ったところ、無事に出産することができた。以降、安産祈願の観音「龍ヶ崎観音」として知られるようになった。
1925年（大正14年）、妊娠中の皇太子妃良子女王に安産祈願のお守りを献上した。その甲斐もあって、皇太子妃は無事皇女（照宮成子内親王）を出産した。当時の東宮大夫珍田捨巳は当寺に感謝状を贈っている。
明治初期、本堂を再建しようとしたが、完成直前に龍ケ崎大火に遭遇し、無に帰してしまった。その後、百年近く仮堂のままであったが、1975年（昭和50年）にようやく再建された。

## 交通アクセス
- 竜ヶ崎駅より徒歩18分。